# Siergiej Alferaki
Siergiej Nikołajewicz Alferaki (ros. Сергей Николаевич Алфераки, ur. 14 kwietnia 1850 w Charkowie, zm. 1918) – rosyjski ornitolog i entomolog, specjalizujący się w lepidopterologii.

## Życiorys
Siergiej Alferaki studiował w latach 1867-1869 na Uniwersytecie Moskiewskim, następnie razem z Ottonem Staudingerem w Dreźnie, od 1871 do 1873 roku. Po powrocie do Rosji badał motyle w Taganrogu. Przedsięwziął również wyprawy do Środkowej Azji i w północny Kaukaz. Razem z Nikołajem Przewalskim podróżował do Tybetu, i z Grigorijem Potaninem do Chin i Mongolii. Wespół z Alfredem Ottonem Herzem zbierał owady w dorzeczu Amuru, w Korei i na Kamczatce. Był honorowym członkiem Rosyjskiego Towarzystwa Entomologicznego i Royal Entomological Society of London.

## Wybór prac
- Lépidoptères du district de Kouldjà et des montagnes environ-nantes. Horae Societatis Entomologicae Rossica, 16, ss. 334–435 (1881); 17, ss. 15–103 (1882), ss. 156–227 (1883)
- Lépidoptères rapportés du Thibet par le Général N.M. Przewalsky de son voyage de 1884-1885. Mémoires sur les Lépidoptères 5, ss. 59-80 (1889)
- The Geese of Europe and Asia. London, Rowland Ward 1905. 24 plates by Frederick William Frohawk